# Tours–Saint-Nazaire-vasútvonal
A Tours–Saint-Nazaire-vasútvonal egy normál nyomtávolságú, részben 1500 V egyenárammal, részben 25 KV 50 Hz váltakozó árammal villamosított, kétvágányú vasútvonal Franciaországban Tours és Saint-Nazaire között. A vonal hossza 282,4 km, engedélyezett legnagyobb sebesség 220 km/h. Egyaránt közlekednek rajta távolsági- helyi- és tehervonatok is. A vasútvonalat több szakaszban adták át 1848 és 1857 között.

## Fontosabb állomások
- Gare de Tours
- Gare de Saumur
- Gare d’Angers-Saint-Laud
- Gare de Nantes
- Gare de Saint-Nazaire

## Története
A vasút építését a Chant de Fer de Tours à Nantes kezdte, amely 1852-ben a Chemin de Fer de Paris à Orléans részévé vált. A Tours és Saumur közötti szakasz 1848-ban nyílt meg. Saumur 1849-ben kapcsolódott Angershez, az Angers és Nantes közötti szakasz pedig 1851-ben nyílt meg. Végül a Nantes és Saint-Nazaire közötti szakasz készült el 1857-ben.